# Sally Soames
Sally Soames (rozená Winkleman; 21. ledna 1937 – 5. října 2019) byla britská novinářská a portrétní fotografka. V novinách The Observer pracovala od roku 1963 a pak na volné noze pro The Sunday Times (1968–2000).

## Životopis
Soames se narodila v Londýně jako Sally Winkleman. Leonard, její otec, byl podnikatel, umělecký znalec a člen komunistické strany. Vystudovala King Alfred School v Golders Green a St Martin's College of Art v Londýně.
V soutěži, kterou pořádaly noviny London Evening Standard, vyhrála pět guineí za svou fotografii mladíka na Trafalgarském náměstí na Silvestra roku 1960. „Moje první fotografie byla moje nejlepší fotografie. To, co jsem dělala bylo nebojácné; v posledních letech jsem byla profesionálnější a trochu institucionalizovaná,“ řekla Barbaře Hodgsonové v roce 2010.
Její první pravidelná práce jako fotografka byla pro noviny The Observer v roce 1963. Po období na volné noze, během kterého se její práce objevila také v The Guardian a The New York Times, Soames vstoupila v roce 1968 do štábu The Sunday Times, kde zůstala až do roku 2000. Neomezila se pouze na portréty prominentů, které popisovala jako „fotografie lidí“, ale pracovala také ve válečných zónách. V roce 1973 dokumentovala arabsko-izraelskou válku spolu s reportérem Sunday Times Nicholasem Tomalinem. Ten si poznamenal během své poslední expedice, zatímco kolem nich explodovaly bomby, že Soames byla „první anglickou fotografkou, která během toho (leteckého útoku) stála vzpřímeně a pořizovala snímky, jako kdyby dokumentovala golfový turnaj“.  Soames utrpěla posttraumatickou stresovou poruchu poté, co byla svědkem Tomalinovy smrti během konfliktu.
Soames pracovala výhradně v černobílém provedení, téměř vždy s využitím dostupného přirozeného světla. Odmítla pracovat v barvě, což považovala za formu „vulgárnosti“, i když noviny v té době zaváděly barevný tisk. Její práci využívalo mnoho televizních a filmových společností ve Velké Británii a USA.
Soames žila celý život v Londýně. Vdala se za Leonarda Soamese, majitele společnosti Snob high street clothing chain, ale rozvedla se s ním v roce 1966. Pár měl jednoho syna, Trevora, který je advokátem a fotografem. Problémy s fyzickou mobilitou ukončily její kariéru. Její neteře jsou Claudia a Sophie Winkleman, respektive televizní moderátorka a herečka.
Soames zemřela 5. října 2019 ve věku 82 let, ve svém domě v severním Londýně. Její portréty jsou ve dvou londýnských sbírkách, Národní galerii portrétů (Edward Heath a Salman Rushdie) a Victoria and Albert Museum (Rudolf Nurejev a Lord Denning). Svou osobní sbírku fotografií a dokumentů věnovala nadaci Scott Trust Foundation.

## Publikace
- Manpower. Londýn: André Deutsch, 1987. ISBN 978-0233981116. Text: Robin Morgan, úvod: Harold Evans.
- Writers. Londýn: André Deutsch, 1995. ISBN 978-0233989457. Předslov: Norman Mailer.

## Sbírky
Práce Soamesové jsou součástí stálých veřejných sbírek:
- Národní portrétní galerie (Londýn): 17 výtisků (stav k říjnu 2019).[7]
- Victoria and Albert Museum, Londýn: 2 výtisky (stav k říjnu 2019).[9]